# Полевой-2
Полево́й-2 — посёлок в Верхнекамском районе Кировской области России. Входит в состав Лесного городского поселения.

## География
Посёлок находится на северо-востоке Кировской области, к востоку от пгт Лесной, к востоку от реки Большой Созим.
Расстояние до районного центра (города Кирс) — 45 км.

## История
Образован как посёлок при исправительной колонии.
Официально образован в 1994 году Постановление Думы Кировской области от 22.11.1994 № 7/54:.
«Зарегистрировать населенные пункты Полевой-1 и Полевой-2, исключив их из черты рабочего поселка Лесной и отнести к категории поселков, административно подчинить их рабочему поселку Лесной Верхнекамского района».

## Население
| 2010 |
| ---- |
| 565  |

По данным Всероссийской переписи, в 2010 году численность населения посёлка составляла 565 человек (496 мужчин и 69 женщин).

## Инфраструктура
Ранее в посёлке располагалась мужская исправительная колония строгого режима на 550 мест ФКУ ИК-20 УФСИН России по Кировской области (бывш. ИК-16).

## Транспорт
Вдоль южной окраины посёлка проходит линия Гайно-Кайской железной дороги, на которой расположена пассажирская платформа Полевой. Также рядом с посёлком проходит автодорога Лесной — Лойно.

## Улицы
Уличная сеть посёлка состоит из одной улицы (ул. Новая).